# Nogometni klub Mura 05
Nogometno društvo Mura 05 (kratica ND Mura 05 je nogometni klub iz Murske Sobote. Mura 05 je naslednik propadle ŠD NK Mure. Klub je prvo sezono prebil v tretji ligi-vzhod. Moštvo je takoj osvojilo tretjo ligo-vzhod in se uvrstilo v drugo slovensko ligo, v kateri je igralo 5 sezon. Po koncu sezone 2010/11 se je klub zaradi odpovedi NK Dravinje Kostroj, IB Interblocka in Aluminija uvrstil v prvo slovensko nogometno ligo.

## Zgodovina kluba
ND Mura 05 je nastala leta 2005, po propadu nekdanje NK Mure. Klub je začel tekmovanja v tretji ligi-vzhod, tekme pa je gostil na stadionu stare Mure, na  Fazaneriji. Vizija novonastalega kluba je bila ponovna uvrstitev v 1. SNL v roku  5-ih let. 

### Igranje v 3. ligi
Prva sezona je bila za Muraše in navijače odlična. Povprečno je na vsaki domači Murini tekmi bilo več kot 2000 gledalcev, kar je večje povprečeje, kot ga ima večina klubov v 1. SNL. Že v prvi sezoni med tretjeligaši je Mura 05 osvojila 1. mesto na lestvici. Skozi celotno sezono je potekal oster boj za prvo mesto in posledično napredovanje med ND Muro 05 in Kovinarjem iz Štor. Odločilen pa je bil predzadnji, 25. krog. Takrat je Mura 05 v gosteh premagala Holermuos Ormož z 1:5, Kovinar pa je izgubil. S tem je prednost Mure pred zadnjim krogom znašala neulovljive 4 točke. Prvo mesto so dodatno potrdili na zadnji domači tekmi, ko se je proti Pohorju iz Ruš zbralo  2500 gledalcev, ki so bučno navijali celo tekmo. Mura je zmagala 6:2, čeprav je Pohorje prvo povedlo. S to tekmo se je začelo bučno slavje, ki je trajalo dolgo v noč.

### 2. liga
Po zmagoslavju v tretji ligi-vzhod je Mura napredovala v 2. ligo. Tam je igrala 5 sezon in večinoma zasedala sredino lestvice. Zadnjo sezono, sezono 2010-11 je končala na 4. mestu, za Aluminijem, Interblockom in Dravinjo.

### Napredovanje v 1. ligo
Pred začetkom sezone 2011-12 je klub dobil vabilo v 1. ligo, saj so se je tako zmagovalec, Aluminij, kot drugo- in tretjeuvrščeni klub odpovedali napredovanju. ND Mura 05 se je povabilu Nogometne zveze Slovenija odzvala in tako napredovala v 1. SNL.

## 1. SNL
Pred začetkom sezone se je Mura okrepila z nekaterimi izkušenimi domačimi igralci. Iz Olimpije je prišel Damjan Ošlaj, iz Rudarja Fabijan Cipot, iz Nafte pa Aleš Luk. V klub sta prišla tudi dva tujca, hrvat Mate Eterović in bošnjak Nusmir Fajič.
Po začetni zmagi na domačem stadionu proti Kopru in remiju proti Nafti je sledila serija porazov, po boleči zaušnici v Ljudskem vrtu, kjer je ekipa izgubila kar 6:0 proti domačemu Mariboru pa je vodstvo sporočilo, da klub zapušča trener Pevnik in da ga bo nasledil dotedanji pomočnik trenerja NK Maribor, Ante Šimundža.. Hkrati sta na posojo odšla tudi dva igralca Maribora, Rajko Rep in Timotej Dodlek.

## Stadion
Mura igra svoje tekme na stadionu Fazanerija.Kapaciteta stadiona je 5.500,
sedišč je 3.784. Rekord stadiona je 7.000 gledalcev leta 2011 proti rivalom iz Lendave.

## Člansko moštvo
Od avgusta 2011
| Št. | Država    | Položaj | Igralec         |
| --- | --------- | ------- | --------------- |
| 1   | Slovenija | GK      | Filip Drakovič  |
| 3   | Slovenija | DF      | Matej Rogač     |
| 4   | Slovenija | DF      | Valen Filipovič |
| 5   | Slovenija | DF      | Fabijan Cipot   |
| 6   | Slovenija | MF      | Leon Sreš       |
| 7   | Slovenija | MF      | Simon Pavel     |
| 8   | Slovenija | MF      | Alen Bencak     |
| 9   | Slovenija | FW      | Damjan Bohar    |
| 10  | Slovenija | MF      | Mitja Lotrič    |
| 11  | Slovenija | MF      | Leon Horvat     |
| 12  | Slovenija | GK      | Tadej Cipot     |
| 14  | Slovenija | FW      | Armend Sprečo   |
| 16  | Slovenija | FW      | Matija Mauko    |

| Št. |                      | Položaj | Igralec         |
| --- | -------------------- | ------- | --------------- |
| 17  | Bosna in Hercegovina | FW      | Nusmir Fajić    |
| 18  | Slovenija            | DF      | Erik Janža      |
| 19  | Slovenija            | MF      | Jernej Janža    |
| 20  | Slovenija            | DF      | Mitja Botjak    |
| 21  | Slovenija            | MF      | Nino Kouter     |
| 23  | Slovenija            | FW      | Rok Gruškovnjak |
| 24  | Slovenija            | MF      | Jernej Slavič   |
| 25  | Slovenija            | DF      | Boris Janev     |
| 30  | Slovenija            | DF      | Damjan Ošlaj    |
| 32  | Hrvaška              | FW      | Mate Eterović   |
| 90  | Slovenija            | MF      | Matic Maruško   |
| 99  | Slovenija            | GK      | Aleš Luk        |
| 89  | Slovenija            | MF      | Timotej Dodlek  |
| 55  | Slovenija            | MF      | Rajko Rep       |

## Dosežki
Liga
- 1. slovenska nogometna liga:

Zmagovalci (1):  2020–21
- 3. slovenska nogometna liga:

Zmagovalci (1):  2005–06